# Бун-Лейк (тауншип, Миннесота)
Бун-Лейк (англ. Boon Lake) — тауншип в округе Ренвилл, Миннесота, США. На 2000 год его население составило 400 человек.

## География
По данным Бюро переписи населения США площадь тауншипа составляет 101,5 км², из которых 96,6 км² занимает суша, а 4,9 км² — вода (4,85 %).

## Демография
По данным переписи населения 2000 года здесь находились 400 человек, 151 домохозяйство и 115 семей.  Плотность населения —  4,1 чел./км².  На территории тауншипа расположено 174 постройки со средней плотностью 1,8 построек на один квадратный километр. Расовый состав населения: 97,50 % белых, 1,50 % азиатов, 0,75 % — других рас США и 0,25 % приходится на две или более других рас. Испанцы или латиноамериканцы любой расы составляли 0,75 % от популяции тауншипа.
Из 151 домохозяйств в 31,1 % воспитывались дети до 18 лет, в 70,9 % проживали супружеские пары, в 3,3 % проживали незамужние женщины и в 23,2 % домохозяйств проживали несемейные люди. 20,5 % домохозяйств состояли из одного человека, при том 6,6 % из — одиноких пожилых людей старше 65 лет. Средний размер домохозяйства — 2,65, а семьи — 3,10 человека.
25,0 % населения — младше 18 лет, 7,8 % — в возрасте от 18 до 24 лет, 27,0 % — от 25 до 44, 24,0 % — от 45 до 64, и 16,3 % — старше 65 лет. Средний возраст — 39 лет. На каждые 100 женщин приходилось 119,8 мужчин.  На каждые 100 женщин старше 18 приходилось 117,4 мужчин.
Средний годовой доход домохозяйства составлял 44 792 доллара, а средний годовой доход семьи —  51 250 долларов. Средний доход мужчин —  32 321  доллар, в то время как у женщин — 24 643. Доход на душу населения составил 20 541 доллар. За чертой бедности находились 5,4 % семей и 6,1 % всего населения тауншипа, из которых 7,8 % младше 18 и 6,5 % старше 65 лет.